# Gioia del Colle rosso
Il Gioia del Colle rosso è un vino DOC la cui produzione è consentita nella città metropolitana di Bari.

## Caratteristiche organolettiche
- colore: rosso dal rubino al granato.
- odore: vinoso gradevole con profumo caratteristico.
- sapore: asciutto, armonico, giustamente tannico.

## Produzione
Provincia, stagione, volume in ettolitri
- Bari  (1994/95)  411,0
- Bari  (1995/96)  411,0